# Polytelis
Polytelis is een geslacht van vogels uit de familie Psittaculidae (papegaaien van de Oude Wereld).

## Soorten
De volgende soorten zijn bij het geslacht ingedeeld:
- Polytelis alexandrae – Prinses-van-Walesparkiet
- Polytelis anthopeplus – Regentparkiet
- Polytelis swainsonii – Barrabandparkiet